# La Alberca
La Alberca és un municipi de la província de Salamanca, a la comunitat autònoma de Castella i Lleó. Forma part de la comarca Sierra de Francia.